# Человек-зверь (фильм)
«Челове́к-зверь» (фр. La Bête humaine) — фильм режиссёра Жана Ренуара, снятый во Франции в 1938 году. Драма по одноимённому роману Эмиля Золя.

## Сюжет
Машинист локомотива Жак Лантье страдает приступами немотивированной агрессии, особенно во взаимоотношениях с женщинами. Только работа может отвлечь его мысли от желаемого убийства.
Однажды Жак в выходной день отправляется навестить свою крёстную мать. В вагоне поезда он становится свидетелем того, как в темноте тоннельного перегона происходит убийство. Лантье утаивает от полиции известные ему события из-за сочувствия и симпатии к молодой особе, Северин Рубо, которую он видел в тот вечер выходящей со своим мужем из купе, где было совершено преступление.

## В ролях
- Жан Габен — Жак Лантье
- Симона Симон — мадам Северин Рубо
- Фернан Леду — месье Рубо, её муж
- Жак Берлиоз — Гранмори, начальник Рубо, соблазнитель его жены
- Шарлотта Класи — Тётушка Фаси, крёстная Жака
- Бланше Бруно — Флора
- Жан Ренуар — Кабю

## Анализ
Одноимённый роман Золя является частью серии из 20 произведений об одной семье на протяжении нескольких десятилетий французской истории. Фильм Ренуара тесно (но не детально) взаимосвязан с известным литературным первоисточником. И, вероятно, именно поэтому фильм остался в тени других шедевров режиссёра тех лет — «Великая иллюзия» (фр. La Grande illusion, 1937 год) и «Правила игры» (фр. La Règle du jeu, 1939 год).
Являясь одним из главных выразителей идей натурализма в литературе, Золя исследует человеческие качества членов семьи, влияющих и проявляющихся в следующих поколениях. Жан Габен, великолепно исполняя роль Жака Лантье, тем не менее, не смог бы донести всю предысторию страстей своих предков, рассказанную ранее его литературным автором. Понимая это, Ренуар отображает мощь и силу своего героя через необычные ракурсы съёмок локомотива: сокрушительная железная мощь и взрывная энергия машины, неудержимо несущаяся к предопределённому маршрутом конечному пункту.
Ренуар уделяет огромное место внешней атрибутике железной дороги: фильм начинается и заканчивается различными точками съёмки мчащегося поезда, детальная сцена движения по одному из перегонов достигает 10 минут. За это картина подвергась критике Сергея Эйзенштейна: «В этом фильме мы не увидели ничего из поразительной симфонии железных дорог, паровозов, рельсов, машинного масла, угля, пара и семафоров. При том, что соответствующего изобразительного мяса — паровозов, рельсов, семафоров — в фильме много, и снято все это с несомненной любовью. Социальные символы сумели подмять под себя поэзию железной дороги». В целом фильм выдержан в духе поэтического реализма или, в терминологии критиков из США, пре-нуар.
По мнению Турицина В. Н. «даже этот общепризнанный шедевр, несмотря на заявку режиссера „сделать фильм в духе оригинала“, не соприкасался с конкретной эпохой, напоминая, скорее, вневременную драматическую симфонию страстей, опоэтизированных игрой пластики и ритма».

## Критика
- Историк кино П. Лепроон: «Прелесть фильма в композиции, а не в сюжете Золя, в умелой его экранизации и в высоком качестве игры актеров, в гармоничном сочетании элементов пластики и ритма, составляющем сущность кинематографа».[5]
- Кинокритик Брайн Коллер: «Антигерой Золя является тем, кого сегодня назвали бы сексуальным преступником, потенциальным Джеком-потрошителем, который не может контролировать желание убивать женщин, с которыми был близок. Он это знает, но обвиняет во всём своих предков, чьи грехи прокляли и его. Ирония заключается в том, что аудиторию заставили поверить, будто Симона Симон является злодейкой в двусторонних отношениях, а Габен лишь случайно и неожиданно становится психом. Тем не менее, её соучастие в убийстве и покушение на убийство делает её падшей в соответствии с Production Code (неофициальным этическим кодексом кинопроизводителей), который во Франции соблюдался неукоснительно.»[6]

## Культурное влияние
В 1954 году по сюжету картины режиссёр Фриц Ланг снял в США фильм «Человеческое желание» (англ. «Human Desire») с Гленном Фордом, Глорией Грэм и Бродериком Кроуфордом.

## Награды
В 1939 году фильм участвовал в основной конкурсной программе Венецианского кинофестиваля, но наград не получил.